# Jorge Bas Viguera
Jorge Bas Viguera (Santiago de Chile, Chile, 10 de septiembre de 1991), es un piloto de automovilismo chileno. Compite en la Fórmula Abarth desde el año 2014, parte del campeonato Italian F2 Trophy. Forma parte del equipo TCR Motorsport. Entre 2012 y 2013 compitió en la Panam GP Series, logrando triunfos en Chile y México. En 2010 y 2011 compitió en el campeonato chileno de Fórmula 3. Es estudiante de Ingeniería Civil en la Pontificia Universidad Católica de Chile.

## Inicios
Bas comenzó a temprana edad su relación con el deporte. Su primer auto de carrera fue un Fiat 600 en el que aprendió a manejar.

## Competencia
Debutó oficialmente en la Copa Nissan Tiida en 2009.
En 2010 debutó en la Fórmula 3 chilena, finalizando 4o en el campeonato. Ese mismo año obtiene el Campeonato de Verano de la Copa Nissan Tiida.
En 2011 logra el campeonato de la Fórmula 3 chilena.
En 2012 debuta en la Panam GP Series by Ferrari, logrando el 2o lugar en la categoría hasta 21 años y el triunfo en el GP de Chile al final de la temporada.
En 2013, también en la Panam GP Series, repite el 2o lugar en la categoría hasta 21 años y logra el triunfo en el GP de México en el circuito Hermanos Rodríguez después de un gran tanda de clasificación.
En 2014 debuta en Europa en la F2 Italian Trophy, particularmente en la Fórmula Abarth con un cuarto y un segundo lugar en las dos carreras de la primera fecha. En la sexta fecha disputada en el circuito Paul Ricard de Le Castellet, Francia, obtuvo el triunfo absoluto en la segunda carrera del fin de semana.
Desde finales de marzo estableció su residencia en Milán, Italia.
El 26 de octubre de 2014 se corona campeón de la Fórmula Abarth, lo hizo al ganar su categoría en el circuito de Monza. Bas comenzó la carrera en la undécima ubicación y fue recuperando posiciones. Sobre el final de la carrera 1 alcanzó el primer lugar de su categoría, la Fórmula Abarth.
Actualmente corre en el TP Race, bajo la escudería Citroën-Tobero Racing.